# Патріотичний народний рух
Патріотичний народний рух (фін. Isänmaallinen kansanliike IKL) — фінська права партія (1932 — 1944). Продовжувала традицію правого Руху Лапуа. Займала позиції фінського націоналізму, антикомунізму і антисовєтизму, відстоювала ідеї  корпоративізму і створення Великої Фінляндії. Мала воєнізовані формування, була пов'язана з рухом профспілок і підприємництвом, мала представництво в Едускунті. Заборонена на вимогу СРСР після виходу Фінляндії з Другої світової війни.

## Продовження Лапуаського руху
27 лютого 1932 праві бойовики Лапуаського руху атакували мітинг соціал-демократів в Мянтсяля. Локальний інцидент швидко набув рисзагальнонаціонального заколоту на чолі з Вігторі Косолою і генералом Валленіусом.
Праві вимагали відставки кабінету Юго Суніли і встановлення авторитарного режиму. Протягом тижня заколот був придушений урядовими силами. Вирішальне значення мав виступ президента Свінгувуда . Понад п'ятдесят ватажків на чолі з Косолою і Валленіусом були заарештовані, а діяльність Руху Лапуа —заборонена .
Праві активісти змушені були шукати іншу легальну форму політичної організації. Було прийняте рішення створити політичну партію, яка займеться не тільки акціями прямої дії (як Рух Лапуа), але буде дотримуватися законодавства і брати участь у виборах. Такою партією став Патріотичний народний рух (IKL), заснований 5 червня 1932 .

## Керівництво, ідеологія, програма
Керівництво та актив партії рекрутувалися в основному з Руху Лапуа. Першим головою "IKL" був обраний визнаний лідер фінських правих сил Вігторі Косола, що на той момент знаходився у в'язниці. До керівництва також увійшли економіст Вільго Анна, історик і дипломат Герман Гуммерус, журналіст і письменник Ерккі Ряйккенен, колишній командувач повітряних сил Фінляндії Арне Сомерсало, юрист Бруно Сальміала, директор школи в Лапуа Гілья Рійпінен. Членами "IKL" були професор-математик Рольф Неванлінна і популярний письменник Вілго Геланен.
Після смерті Вігторі Косоли у 1936 головою "IKL" став Вільго Аннала.
Ідеологія і політична програма "IKL" багато в чому відтворювали установки Карельської Академічної Спілки (правий активіст Вілго Геланен тричі був її головою) і дісталися у спадок від Руху Лапуа. Основними положеннями партійної доктрини були фінський націоналізм, праві погляди і антикомунізм. Партія виступала за створення Великої Фінляндії, приєднання фінських етнічних територій, що знаходилися у складі СРСР і Швеції . Крім того, "IKL" виступала за реформи політичної системи — всенародне обрання президента (а не колегією виборців), винесення на референдуми питань загальнонаціонального значення. 

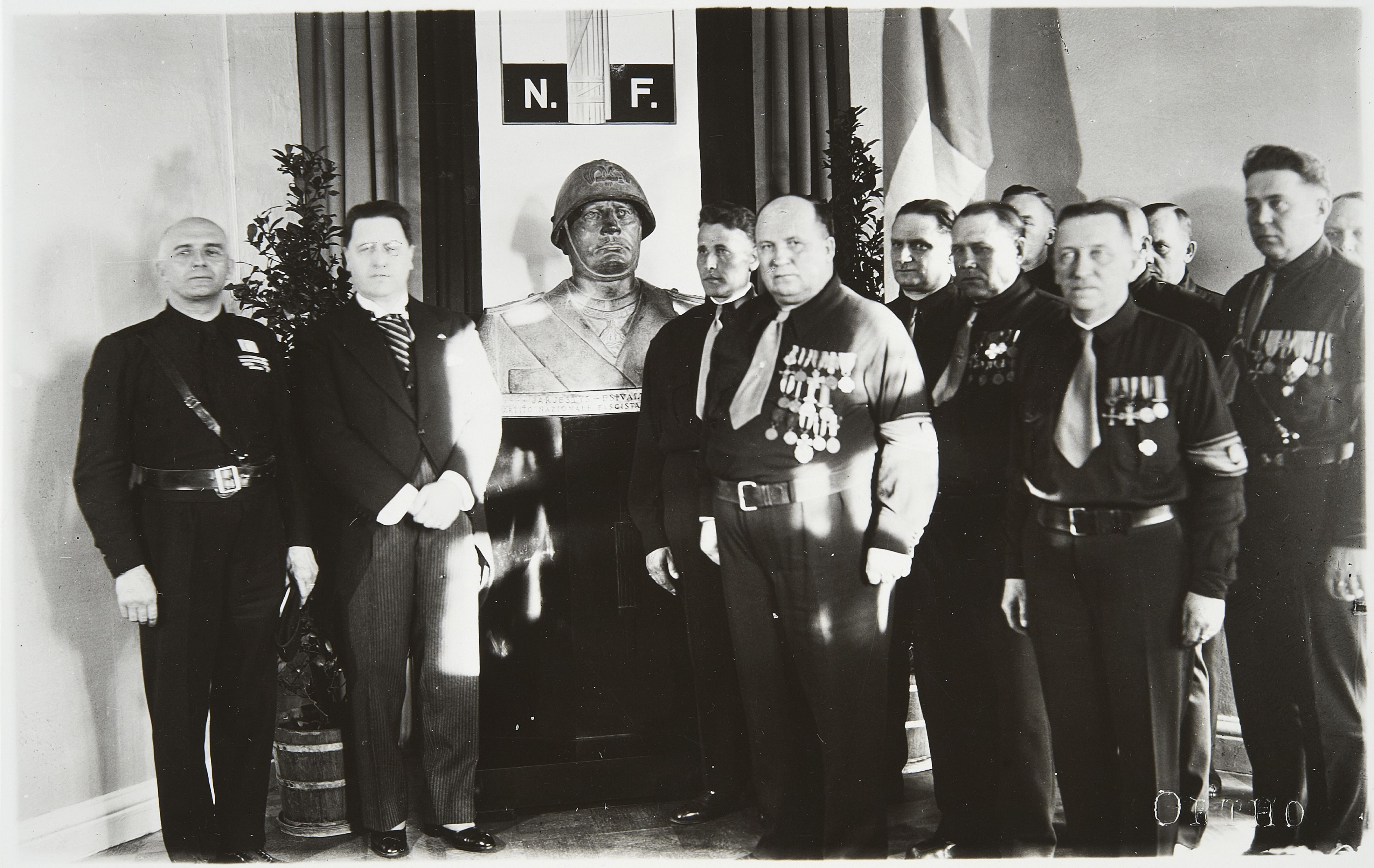
Лідери IKL (третій зліва — Вілго Анна, четвертий, на передньому плані — Вігторі Косола) приймають від італійської делегації бюст дуче. 7 червня 1935, Гельсінкі, ресторан «Чорний ведмідь».

У внутрішній політиці проповідувалися ідеї класового миру, соціального партнерства і корпоратизму. Італійський режим Беніто Муссоліні подавався як зразок суспільно-державного устрою з поправкою на фінські національні традиції. Помітне місце займала феноманія.
У зовнішній політиці "IKL" стояла на позиціях  антисовєтизму, виступала за співпрацю з тогочасними режимами Німеччини та Італії, підтримувала франкістів у іспанській громадянській війні, за заступництво режиму Карліса Улманіса в Латвії, допомогу естонським Вапси Артура Сірка. У той же час "IKL" засудила Мюнхенську угоду і Італійське вторгнення в Албанію — оскільки вбачала в цьому порушення національних прав. Лояльність "IKL" до рейху також сильно похитнулася совєцько-німецьким зближенням 1939.
У партійному керівництві були помітні суперечності між правими (Косол, Аннала, Сомерсало, Рійпінен) і консервативними центристами (Сальміала, Ряйкенен, Гуммерус). Більш впливовим було праве крило.
З деякими з колишніх лапуаських активістів відносини у IKL не склалися. З підприємцем Рафаелем Гаарлою стався розрив через його захоплення масонством. Лапуаський бойовик-оперативник Кости-Пааво Ееролайнен входив до "IKL", але критикував партію за надмірну поміркованість.

## Партійна політика

### Підтримка, структури, символіка
Соціальну базу "IKL" складали переважно заможні селяни (з цього середовища походив Косола), освічений середній клас (до нього належав Аннала), почасти держслужбовці (Рійпінен була директоркою державної школи і донькою поліцейського), лютеранські священнослужителі, студенти, найбільше — члени Охоронного корпусу і Лотта Свярд. Значну роль у створенні і діяльності "IKL" зіграли священники і миряни лютеранського руху "Herännäisyys" ("Просвітлення"). Зокрема, до "Herännäisyys" з дитинства належала Гілья Рійпінен, що отримала в партії прізвисько "Верховна жриця".
Партія мала молодіжну організацію "Sinimustat" (Синьо-чорні, за кольорами уніформи — чорна сорочка, синя краватка), члени якої проходили військову підготовку. На чолі цих штурмових загонів, заборонених урядом в 1936, стояв лютеранський священик Еліас Сімойокі — капелан фінської армії, що загинув на Зимовій війні .
З "IKL" була афілійована корпоративістська профспілка "SKA". Фінансування надходило від представників середнього класу, переважно торговці. Важливою організаційною опорою партії була мережа ресторанів "Musta Karhu" ("Чорний ведмідь") .
Офіційним партійним привітанням в "IKL" був римський салют, запозичений у італійців (римських легіонерів). Символом партії був силует людини з занесеною булавою верхом на ведмеді.

### Електоральні результати. Конфлікти з владою
Перша парламентська фракція "IKL" була заснована у 1933 і налічувала 14 депутатів з 200. Всі її члени раніше перебували в консервативній партії Національна коаліція і представляли праве крило.
На час виборів 1936 року "IKL" отримала 8,34% голосів і зберегла 14 мандатів. У 1939 підтримка партії знизилася: 6,65% і 8 мандатів. На президентських виборах 1937 партія підтримувала кандидатуру Пера Евінда Свінгвуда, який поступився Кюесті Калліо.
Відносини "IKL" з центристськими урядами, в яких брали участь соціал-демократи, були ворожими. Головним противником "IKL" був міністр Урго Кекконен (післявоєнний президент, який проводив політику зближення з СССР), неодноразово ставив питання про заборону "IKL" як організації екстремістської, антидержавної і котра володіє приватною силовою структурою. Кекконен заявляв, що заборона "IKL" так само необхідна, як придушення комуністів в 1918 . Однак заборонити партію по суду йому не вдалося .

## Позиція у війні
"IKL" жорстко критикувала уряд за «невдале» ведення Зимової війни і територіальні поступки за Московським мирним договором. Ця критика була сприйнята в суспільстві. Урядовий курс став більш антирадянським. У січні 1941 голова "IKL" Вільго Аннала вперше став членом уряду, зайнявши пост міністра транспорту і громадських робіт в кабінеті Йогана Ранґелла .
На цей період припало приєднання Фінляндії до країн Осі і участь у війні проти СРСР. "IKL" виступала за максимально тісний союз із Німеччиною та максимальну військову активність. У бою з радянськими військами 17 серпня 1941 загинув Арне Сомерсало.
19 вересня 1944 адміністрація Маннергейма уклала Московське перемир'я. Стаття 21 угоди передбачала «припинення правої пропаганди» і «заборона правих організацій» Фінляндії. На цій підставі діяльність "IKL" була заборонена 23 вересня 1944.

## Продовження традиції
Після війни діячі "IKL" втратили політичний вплив, були зняті з посад, але не зазнали репресій. Багато членів — в тому числі Нійло Косола, син Вігторі Косоли, згодом депутат Едускунти і міністр сільського господарства — приєдналися до Національної коаліції.
Деякі позиції "IKL" — наприклад, всенародне обрання президента або створення державного органу, що координує позиції роботодавців і профспілок — реалізовані в соціально-політичній системі сучасної Фінляндії.
У 1993 капітан далекого плавання Матті Ярвігар'ю, раніше віце-голова антикомуністичної "Конституційної правої партії", заснував "Патріотичну народну лігу", незабаром перейменовану в "Патріотичний народний рух". Нова організація повторила низку ідеологічних установок "IKL" 1930-х — 1940-х, відтворила його символіку. Виступала з позицій фінляндского націоналізму, висувала антиросійські гасла, вимагала приєднання Карелії. Партія вимагала також обмежити мусульманське проникнення до Фінляндії. Підтримувала зв'язки з французьким Національним фронтом, бельгійським Фламандським інтересом, Шведськими демократами. Ремейк "IKL" не отримав у країні значної підтримки і до 2011 діяльність організації припинилася.
Як реальний продовжувач традиції "IKL" в сучасній Фінляндії розглядається партія Справжні фіни.